# 格氏貂
格氏貂（Martes gwatkinsii）是唯一生活在南印度的貂。牠們分佈在尼爾吉里丘陵及西高止山脈。

## 特徵
格氏貂與黃喉貂相似，但體型較大，其前額亦明顯凹陷。牠們背部深色，喉嚨呈黃色至橙色。牠們體長55-65厘米，尾巴長40-45厘米，重2.1公斤。

## 分佈
格氏貂分佈在尼爾吉里丘陵、果達古南部及喀拉拉邦北部。

## 生態及行為
對於格氏貂所知很少。牠們是日間活動的，棲於樹上，有時也會落到地下。有指牠們吃鳥類、細小的哺乳動物及昆蟲。